# Vítor Tormena
Vítor Tormena de Faria, mais conhecido apenas como Vítor Tormena (Marília, 4 de janeiro de 1996) é um futebolista brasileiro que atua como zagueiro e lateral-direito. Atualmente, joga pelo Krasnodar.

## Carreira

### Início
Natural de Marília, Tormena começou numa escolinha de seu município antes de ser aprovado na base do São Paulo aos 14 anos. Na base do tricolor fez parte de geração vitoriosa, tendo sido bicampeão da Copa do Brasil em 2015 e 2016, campeão da Copa Libertadores e do Paulista em 2016, todos no sub-20. Após o bom ano na base, recebeu o aval de Rogério Ceni para subir aos profissionais e integrar o elenco que ia disputar Florida Cup de 2017. Contudo a volta de Breno que havia recuperado-se de uma lesão, fez Ceni preterir Tormena.

### Novorizontino
Apesar de ter subido ao profissional do tricolor em 2017, Tormena foi emprestado ao Grêmio Novorizontino em 8 de janeiro de 2017 para disputar o Campeonato Paulista, a fim de pegar experiência. Porém, disputou apenas um jogo pelo time de Novo Horizonte.

### Gil Vicente
Devolvido ao São Paulo após o fim do Paulista de 2017 e apesar de cumprir com as atividades de treino, Tormena não conseguiu espaço e oportunidades no Tricolor. Então em 12 de julho de 2017, Tormena foi novamente emprestado e assinou contrato com o clube português Gil Vicente por dois anos, com opção de compra. Durante sua primeira temporada pelo clube de Barcelos, Tormena foi considerado um dos destaques e foi frequentemente integrado na lista de destaques da Segunda Liga. Atuando mais como lateral-direito, disputou 38 jogos e fez dois gols na temporada, participando da campanha que levou o clube de volta a Primeira Liga, e ao final acabou comprado em definitivo pelo clube ao fim.

### Portimonense
Em 6 de setembro de 2018, foi anunciado como reforço do Portimonense para a disputa da Primeira Liga, emprestado até o fim da temporada. Durante o empréstimo, disputou 27 jogos e marcou um gol.

### Braga
Em 13 de junho de 2019, foi anunciado como novo reforço do Braga, assinando contrato por cinco anos. Em 26 de janeiro de 2020, sagrou-se campeão da Taça da Liga ao bater o Porto, tendo Tormena começado como titular e saído no decorrer da partida.
Em 22 de janeiro de 2021, fez o gol da vitória dos Minhotos por 2–1 sobre o Benfica que garantiu a vaga na final Taça da Liga e em 23 de maio, também contra o Benfica, sagrou-se campeão da Taça de Portugal na vitória por 2–0.
Chegou a 100 partidas com a camisa do Braga em 27 de outubro de 2022, na derrota de 1–0 para o Union Berlin na 5ª rodada da fase de grupos da Liga Europa. Ao todo disputou 126 partidas, marcou gols e concedeu duas assistências pelos Minhotos.

### Krasnodar
Tormena foi anunciado em 18 de agosto de 2023 como novo reforço do clube russo Krasnodar, assinando até 2027. O valor da transferência oficial não foi divulgado, mas especulações foram divulgadas em torno de 3 milhões de euros mais meio milhão de euros caso metas sejam batidas.

## Estilo de jogo
De boa estatura e podendo atuar nos lados da defesa central, Tormena também atua como lateral-direito como alternativa.

## Títulos

### Braga
- Taça da Liga: 2019–20
- Taça de Portugal: 2020–21